# بيث ماريون
بيث ماريون (بالإنجليزية: Beth Marion)‏ هي ممثلة أمريكية، ولدت في 12 يوليو 1912 في الولايات المتحدة، وتوفيت بنفس المكان في 18 فبراير 2003 بسبب سكتة.

## وصلات خارجية
- بيث ماريون على موقع IMDb (الإنجليزية)
- بيث ماريون على موقع أول موفي (الإنجليزية)
- بيث ماريون على موقع قاعدة بيانات الفيلم (الإنجليزية)